# Min (sångare)
Lee Min-young (hangul: 이민영), mer känd under artistnamnet Min (hangul: 민), född 21 juni 1991 i Seoul, är en sydkoreansk sångare och skådespelare. Hon är mest känd som en av medlemmarna i den sydkoreanska tjejgruppen Miss A.

## Biografi
Min var redan vid ung ålder med i Bobobo  (den koreanska versionen av Sesame Street), som den ena av duon kallad "Eolleong Ddungddang". Vid 13 års ålder, bildade hon och Hyoyeon, en medlem i Girls' Generation, en dansduo som kallades "Little Winner". Min provspelade för JYP Entertainment när hon gick i sjätte klass och efter ett år av utbildning, skickades hon till USA för att förbereda sig för en amerikansk debut. Där studerade hon vid Repertory Company High Schoolin Manhattan. Hon sade senare att under det sjätte året av sin utbildning skolkade hon, nedslagen av de återkommande förseningarna av hennes amerikanska debut. Hon gjorde flera jobb samtidigt, bland annat undervisning i dans och engelska, under ca 18 månader. 

## Karriär
För Mins amerikanska debut slog Park Jin-young ihop sig med Lil Jon i produktionen av hennes album. Hennes solosinglar är Dance Like This, Go Ahead och Boyfriend. Tjejgruppen Miss A debuterade i juni 2010 med lanseringen av singeln Bad Girl Good Girl. 
Efter Miss A:s framgång med deras debutminialbum samarbetade Min med San E för hans debutsingel, Tasty San. Hon följde sedan honom på hans scendebut i olika musikshower under september månad.  Min valdes därefter till att medverka i Seoultoppmötet av G20 som hölls i november 2010. Hon valdes för att sjunga med 20 andra idoler från 2PM, 2AM, Girls' Generation, BEAST, MBLAQ med flera för dess signaturmelodi. Inspelningen gjordes separat under två dagar och en dag med alla deltagare samlade för inspelningen av kören. Låten, med titeln Let’s go, släpptes till ett antal topplistor online den 15 oktober 2010.
I oktober 2010 antogs Min till att uppträda i pilotavsnittet av KBS 100 Points Out of 100, en sydkoreansk varieté, men utelämnades från showen på grund av dåliga resultat av det första avsnittet. Men när showen kom tillbaka  som 100 Points Out of 100, hade Min återinsatts och blev permanent medverkande i showen till dess slut i maj 2011. Hon antogs till filmen Countdown, med skådespelerskan Jeon Do-yeon i huvudrollen. Min visades i sin film som en streetpunk. 

## Diskografi

### Singlar
| År                 | Titel                                                                   | Topplacering                                                  |
| År                 | Titel                                                                   | Sydkorea (Gaon Chart)                                         |
| Solo               | Solo                                                                    | Solo                                                          |
| ------------------ | ----------------------------------------------------------------------- | ------------------------------------------------------------- |
| 2007               | "Dance Like This"                                                       | —                                                             |
| 2008               | "Go Ahead"                                                              | —                                                             |
| 2008               | "Boyfriend"                                                             | —                                                             |
| Samarbete          |                                                                         |                                                               |
| 2010               | "Let's Go" (som Group of 20)                                            | —                                                             |
| 2010               | "This Christmas" (som JYP Nation)                                       | —                                                             |
| 2016               | "Born to be Wild" (med Hyoyeon & Jo Kwon ft. Park Jin-young) SM Station | 164                                                           |
| 2016               | "Encore" (som JYP Nation)                                               | —                                                             |
| Medverkan på album |                                                                         |                                                               |
| 2010               | "Tasty San" (med San E, på albumet Everybody Ready? av San E)           | "Tasty San" (med San E, på albumet Everybody Ready? av San E) |
| 2012               | "Just the Two of Us" (med Baro, på albumet Ignition av B1A4)            | "Just the Two of Us" (med Baro, på albumet Ignition av B1A4)  |

### Soundtrack
| År   | Titel                | Topplacering          | Serie                      |
| År   | Titel                | Sydkorea (Gaon Chart) | Serie                      |
| ---- | -------------------- | --------------------- | -------------------------- |
| 2012 | "Living Like A Fool" | —                     | Bachelor's Vegetable Store |

## Filmografi

### Film
| År   | Titel     | Roll          |
| ---- | --------- | ------------- |
| 2011 | Countdown | Jang Hyeon-ji |
| 2017 | Suni      | Soo-ja        |

### TV-drama
| År   | Titel                    | Kanal     | Roll                |
| ---- | ------------------------ | --------- | ------------------- |
| 2011 | Dream High               | KBS2      | dansare (cameoroll) |
| 2012 | Dream High 2             | KBS2      | cameoroll           |
| 2013 | Reckless Family Season 2 | MBC       | sig själv           |
| 2015 | Dream Knight             | webbdrama | Jenny Lee           |
| 2015 | L.U.V Collage            | webbdrama | Kim Na-ra           |